# Meningeoom

CT-scan met versterkt contrast van hersenen, die een meningeoom laat zien

Een meningeoom is een meestal goedaardige tumor, uitgaande van de hersenvliezen (arachnoidea). Ze groeien langzaam en verdringen het zenuwweefsel. Ze geven meestal weinig klachten tot de normale anatomie van de hersenen zo sterk is vervormd dat er functiestoornissen ontstaan. Het kan dan bijvoorbeeld gaan om focale epileptische aanvallen, of om paresen.
Wanneer het meningeoom zich echter nestelt aan het diafragma sellae bij de hypofyse, kunnen oogklachten ontstaan. Doordat de tumor de oogzenuw verdrukt kan één of beide oogzenuwen beschadigd raken. Door de witte verkleuring op scans kan ten onrechte gedacht worden aan een hypofysetumor of beginnende MS. 
De behandeling bestaat uit verwijdering, waarna de functies zich meestal redelijk tot goed herstellen. Verwijdering is soms betrekkelijk eenvoudig maar kan bij een ongunstige ligging ook zeer moeilijk of onmogelijk zijn zonder vitale structuren te beschadigen. Als het niet lukt de tumor in zijn geheel te verwijderen is een recidief waarschijnlijk. De afwijking komt ongeveer tweemaal vaker voor bij vrouwen, meestal op middelbare leeftijd.